# Champigny-lès-Langres
Champigny-lès-Langres is een gemeente in het Franse departement Haute-Marne (regio Grand Est) en telt 443 inwoners (1999). De plaats maakt deel uit van het arrondissement Langres.

## Geografie
De oppervlakte van Champigny-lès-Langres bedraagt 6,3 km², de bevolkingsdichtheid is 70,3 inwoners per km².
De onderstaande kaart toont de ligging van Champigny-lès-Langres met de belangrijkste infrastructuur en aangrenzende gemeenten.

## Demografie
Onderstaande figuur toont het verloop van het inwonertal (bron: INSEE-tellingen).